# Emmeline Ndongue
Emmeline N'Dongué, (nascuda el 25 d'abril de 1983 a Auxerre, França) és una jugadora de bàsquet francesa que ha jugat 196 partits per la selecció nacional francesa femenina de bàsquet entre 2002 i 2013.